# Монгольский союз радиолюбителей
Монгольский союз радиолюбителей (монг. Монголын радио сонирхогчдын холбоо) — общественная некоммерческая организация, объединяющая радиолюбителей Монголии. Союз выдаёт радиолюбительские дипломы и организует соревнования по радиоспорту. В 2008 году МСР объявил себя преемником Монгольского союза радиоспорта, образованного в 1958 году в МНР, подав в Международный союз радиолюбителей документы от смене названия и уведомление об изменениях в уставе, однако Монгольский союз радиоспорта официально остался организацией, представляющей Монголию с Международном союзе. В настоящее время обе организации существуют в Монголии параллельно.